# 甘塔
甘塔是西非國家利比里亞的城鎮，由寧巴縣負責管轄，位於該國北部，毗鄰與畿內亞接壤的邊境，海拔高度275米，鎮上有清真寺，2008年人口41,106，是該國第二大城市。